# Jonna Claesson
Jonna Claesson, född 17 mars 2000,  är en svensk friidrottare som tävlar i kortdistans. Hon tävlar för Spårvägens FK.

## Karriär
Claesson tog ett silver på 400 meter vid Svenska mästerskapen i friidrott 2023. Ett år senare på samma tävling tog hon guld på samma distans.